# Gábor Miklós (farmakológus)
Gábor Miklós (Szeged, 1918. január 30. – Szeged, 2018. február 5.) magyar farmakológus, egyetemi tanár; a biológiai tudományok kandidátusa (1961) és doktora (1981).

## Életútja
Gábor (Grünfeld) Arnold bankhivatalnok, újságíró és Elefánt Ilona hegedűtanárnő fia. 1942-ben a Szegedi Tudományegyetemen diplomázott. A háború alatt munkaszolgálatos volt. 1945 és 1954 között a SZOTE Gyógyszertani Intézetének munkatársa, 1954 és 1964 között a Női Klinika laboratóriumvezető docense, majd 1964 és 1976 között a Gyógyszerhatástani Intézet docense, 1976 és 1991 között egyetemi tanár volt. A biológiai tudományok kandidátusa (1961) és doktora (1981).

## Díjai
- Akadémiai Díj (1974)
- Jancsó Miklós-emlékérem (1990)
- Novicardin-díj (1993)
- Szent-Györgyi-emlékérem (1996)
- Szent-Györgyi Albert-díj (2001)
- Szegedért Alapítvány – Szőkefalvi-Nagy Béla-díj (2005)

## Művei
- Die pharmakologische Beeinflussung der Kapillarresistenz und ihrer Regulationsmechanismen (1960)
- The Anti-inflammatory Action of Flavonoids (1972)
- Pathophysiology and Pharmacology of Capillary Resistance (1974)
- Abriss der Phamrakologie von Flavonoiden (1975)
- The Pharmacology of Benzopyrones and Related Compounds (1986)
- Mouse Ear Inflammation Models and their Pharmacological Applications (2000)